# Влодзімеж Речек
Влодзімеж Речек (пол. Włodzimierz Reczek; 1911, Краків — 2004, Катовиці) — польський політичний та спортивний діяч, діяч міжнародного олімпійського руху, доктор юридичних наук, кавалер Ордена Білого орла.

## Біографія
Влодзімеж Речек народився 24 лютого 1911 в Кракові (Польща). Батько — Войцех (пол. Wojciech).
Мати — Софія (пол. Zofia). До 1945 року постійно проживав у Кракові в районі Дембнікі.
У студентські роки входив в невелику ліву організацію «Молодіжний легіон» (пол. Legion M łodych). У цю ж групу входив Станіслав Вальчак, майбутній міністр юстиції Польщі в уряді Юзефа Циранкевіча. в 1930—1932 роках брав участь у Організації молоді Товариства робітничого університету (молодіжна соціалістична організація, пов'язана з Польською соціалістичною партією). В 1932—1936 роках брав участь в Асоціації пацифістів (пол. Związku Pacyfistów), а в 1934—1936 роках був учасником Спілки незалежної соціалістичної молоді. Займався альпінізмом.
Закінчив Ягеллонський університет 1936 року і до Другої світової війни працював юрисконсультом. В 1939—1945 роках брав участь в русі опору, з 1941 по 1945 як член підпільної Польської соціалістичної партії — WRN, в цей час зблизився з Юзефом Циранкевичем (майбутнім прем'єр-міністром Польщі, з яким зберіг дружні зв'язки на все життя) та Люціаном Мотикою (майбутнім міністром культури Польщі). В 1944—1945 роках був секретарем Воєводського комітету Польської соціалістичної партії в Кракові.
З 1945 по 1948 роки був членом краківського відділення Польської соціалістичної партії і в період з листопада 1945 по грудень 1948 — секретарем Центрального Виконавчого комітету (пол. CKW) Польської соціалістичної партії у Варшаві. Після об'єднання ПСП та ПРП в Польську об'єднану робітничу партію був членом Центрального комітету цієї партії з 21.12.1948 по 1968 рік, членом Оргбюро (пол. Biuro Organizacyjne) ЦК ПОРП c 1948 по 1954 рік, заступником керуючого (пол. Zastępca Kierownika) Організаційним відділом (пол. Wydział Organizacyjny) ЦК ПОРП з 01.01.1949 по 1952 рік, членом Центральної Ревізійної Комісії ЦК ПОРП з 16.11.1968 по 1971 рік.
В 1945—1956 роках обирався в Крайову Раду Народову (від ПСП), Законодавчий сейм (від ПСП) та Сейм Польської Народної Республіки першого скликання (від ПОРП). В Законодавчому Сеймі був головою комітету з культури та мистецтва.
Після війни він був директором Кооперативного Видавництва «Знання» та заступником директора Кооперативного видавництва «Читач» (1950—1954).
С 10.1952 по 23.03.1973 очолював головний орган державного управління спортом — був головою Головного комітету з фізичної культури (з 1960 року — Головний комітет з фізичної культури та туризму). В 1952—1973 роках був також президентом Олімпійського комітету Польщі.
З 1960 по 1996 рік обирався членом Міжнародного олімпійського комітету. Двічі був головою Комісії з культури МОК (1968—1972 і 1974—1980), потім членом цієї комісії та членом Комісії з інформації та культурі (1973-74 і 1985—1987), Комісії з Міжнародної Олімпійської Академії та Олімпійському вихованню. Після відставки 1996 року — довічний почесний член МОК
. Дружив з Президентом МОК Хуан Антоніо Самаранчем
1968 року закінчив докторантуру та захистив наукове звання доктор в Академії фізкультури в Катовицях. с 15.01.1975 (за іншими даними — з 1973) викладав в Академії фізкультури в Катовицях на посаді доцента. С 25.07.1978 (за іншими даним — з 1974 або 1975) по 31.08.1981 працював ректором цієї Академії. Написав безліч публікацій з фізичної культури та туризму, також писав статті з політичної та економічної тематики.
В 1981—1985 роках був президентом Польського футбольного союзу. Пізніше — почесний член Польського футбольного союзу.
Він працював також і в інших організаціях спорту та туризму, зокрема, Польське Татранське Товариство (з квітня 1947 по 1950 — віце-президент) і Польське товариство туризму та краєзнавства (з 1950 року, перший президент цієї організації в 1950—1954 роках, почесний член з 15 травня 1965). Він був членом інших міжнародних організацій, що займаються спортом та туризмом.
Помер 28 березня 2004 року в Катовицях (Польща) та похований 2 квітня 2004 в Кракові (Польща) на Раковицькому кладовищі.

## Нагороди
27 лютого 1996 президент Александр Квасневський нагородив його Орденом Білого Орла. Раніше нагороджувався різними нагородами, в тому числі Кавалерським, Офіцерським та Командорським Хрестами Ордена «Відродження Польщі», Орденом «Хрест Грюнвальда» III ступеня, Орденом «Прапор Праці» I ступеня, Золотим «Хрестом Заслуги», Золотим «Знаком Пошани» PTTK та іноземними нагородами, в тому числі нагородами міжнародного олімпійського руху.

## Деякі книги Влодзімєжа Речека
- Włodzimierz Reczek. Plan i organizacja kultury. — 1947. — 21 с.
- Włodzimierz Reczek. Razvitie kultury fizycznej w Polsce. — Polonia, 1958.
- Włodzimierz Reczek. Zadania w dziedzinie kultury fizycznej i turystyki: referat przewodniczącego GKKFiT Włodzimierza Reczka oraz Uchwała plenum GKKFiT z dnia 16 marca 1972 r. — Główny Komitet Kultury Fizycznej i Turystyki, 1972. — 19 с.
- Włodzimierz Reczek. Model organizacyjny turystyki w Polsce. — Sport i Turystyka, 1977. — 207 с.[9], (1969[3])
- Włodzimierz Reczek, Zachęta (Warsaw). Sport w sztuce: wystawa zorganizowana z okazji 60-lecia Polskiego Komitetu Olimpijskiego. — 1979. — 72 с.
- Włodzimierz Reczek, Andrzej Roman. Olimpijskie wyzwania: z dr.Włodzimierzem Reczkiem rozmawia Andrzej Roman. — Agencja Przegląd Sportowy, 1993. — 147 с. — ISBN 8390220709, 9788390220703.[9]
- Historię olimpizmu w Polsce(пол.)[9]
- Rola kultury fizycznej w Polsce(пол.)[9]
- Model ludowej kultury fizycznej, 1956(пол.)